# Miguelito Díaz
Miguel Eduardo Díaz Echegaray, (Maracay Edo. Aragua, 9 de noviembre de 1985)es un cantante y compositor venezolano, de música folclórica, específicamente de música llanera, joropo y otros géneros propios de la región. Es conocido por el seudónimo “El toro más pitador”

## Biografía
Sus padres son Miguel Díaz Zafrané y Natali Echegaray. Siendo el mayor de cinco hermanos, nacido en Maracay capital del estado Aragua, a temprana edad manifestó su inclinación por la música, ya a la edad de 6 años inicio con el aprendizaje del cuatro. A los 10 años inicia su carrera de cantante, participando en el festival Cantaclaro, alcanzando el segundo lugar, posteriormente participó en diferentes festivales tanto infantiles como juveniles.
Para el año 2006 con la edad de 21 años, ya es un destacado intérprete del arpa llanera, siendo el arpista principal en el conjunto de Domingo García. En el año 2009 participa como cantante en el festival Florentino de Oro, en el cual logra obtener el primer lugar, consagrándose así como cantante, esto le abre las puertas a publicar su primera producción discográfica.
Además de cantante y compositor, Miguelito posee el título de Ingeniero Agrónomo en Producción Animal, otorgado por la Universidad Central de Venezuela (UCV).
Otro aspecto interesante de Miguelito es su faceta de Coleador de toros, que es un deporte ecuestre que se practica en varios países de Latinoamérica. Representando en varias ocasiones al estado Aragua en los campeonatos nacionales de coleo, además de representar a Venezuela en campeonatos internacionales.

## Discografía
Las producciones discográficas de Miguelito son las siguientes
| Año  | Título                |
| ---- | --------------------- |
| 2018 | Alma corazón y cuerpo |
| 2020 | El toro más Pitador   |
| 2021 | Hijo de la llanura    |

Además de estos álbumes, Miguelito ha publicado gran cantidad de sencillos en las plataformas digitales, siendo los temas con más reproducciones.
- La tierra de donde Vengo
- Hijo de la llanura
- El toro más pitador
- La misión de un florentino
- A vaina buena carajo
- Hay un baile en la casita

## Colaboraciones con otros artistas
Miguelito Díaz es el autor del tema que interpretó junto con Miguel Ignacio Mendoza (Nacho), titulado “cuatro favores”, y posteriormente el videoclip “Asi es mi llano” con el mismo artista.
En 2024 interpretó un tema llamado “Joropo mío”, acompañado de la cantante Colombiana de música llanera Milena Benítez, donde se destaca lo internacional del Joropo, esto con al ánimo de dejar sentado que aun cuando es música propia de Venezuela también hay amor y sentido de pertenencia por el joropo en Colombia, y es una música sin fronteras.
Tanto en sus presentaciones en vivo como en las grabaciones discográficas Miguelito es acompañado por el conjunto de músicos denominado, Los toros de la llanura, conformado por Danilo Brizuela (Arpa), Robert Hernández (Cuatro), Esteban Alcalá (Bajo) y Elvis Olivo (Maracas)

## Premios
Miguelito ha sido galardonado con diferentes reconocimientos desde el inicio de su carrera artística, siendo los más importantes, el Florentino de Oro 2009, en la categoría de cantante recio. En ese mismo año recibe el premio Panoja de Oro en el renglón Recio.